# Capillatus

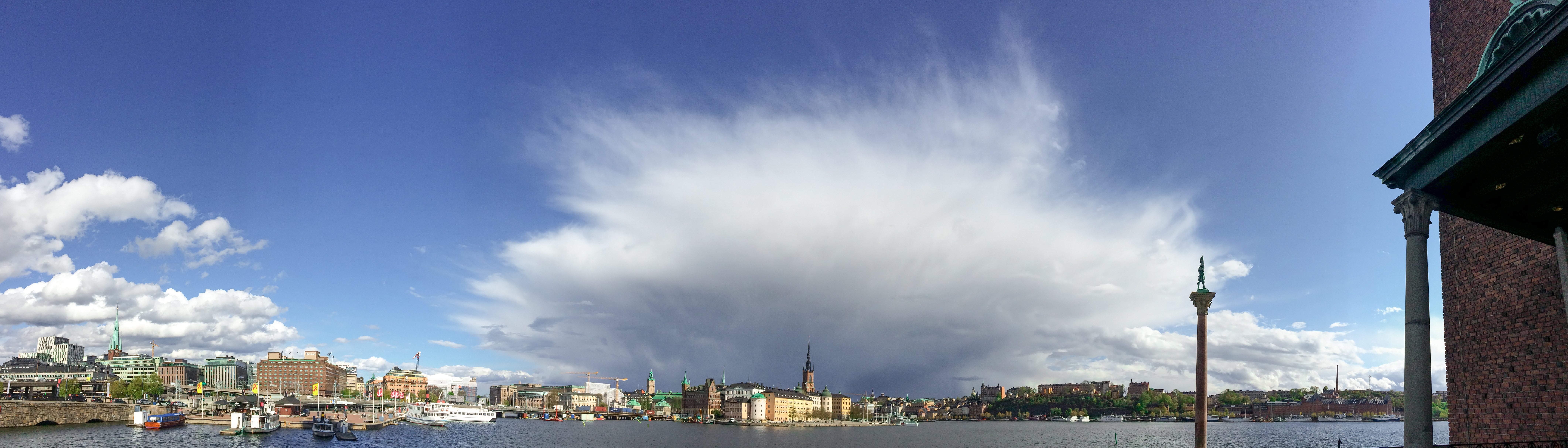
Cumulonimbus capillatus över Stockholm den 14 maj 2020.

Capillatus är en molnart som förkortas cap. Den förekommer endast hos huvudmolnslaget Cumulonimbus.

## Cumulonimbus capillatus
Förkortning: Cb cap. Cumulonimbus capillatus är en cumulonimbus som i sina övre delar har inslag av cirrus med trådig struktur. Med cumulonimbus capillatus följer vanligen åska eller nederbörd i form av skurar. Ofta finns även starka vindbyar i anslutning till molnet.
Ett cumulonimbus som saknar inslag av cirrus i sina övre delar hänförs till arten calvus.